# Obafemi Martins
Obafemi Martins   (Lagos, 28 d'octubre de 1984) és un exfutbolista nigerià de la dècada de 2000.
Fou internacional amb la selecció de futbol de Nigèria.
Pel que fa a clubs, destacà a Inter de Milà, Newcastle, VfL Wolfsburg i Llevant UE.